# Sénaillac-Lauzès
Sénaillac-Lauzès település Franciaországban, Lot megyében. Lakosainak száma 145 fő (2022. január 1.). Sénaillac-Lauzès Blars, Caniac-du-Causse, Lentillac-du-Causse, Orniac, Quissac-en-Quercy, Sabadel-Lauzès és Les Pechs-du-Vers községekkel határos.

## Népesség
A település népessége az elmúlt években az alábbi módon változott:
| Lakosok száma | 160  | 131  | 129  | 156  | 117  | 124  | 128  | 128  | 134  | 145  |
|               | 1968 | 1982 | 1990 | 2006 | 2013 | 2015 | 2017 | 2019 | 2020 | 2022 |